# أشرطة الرقابة

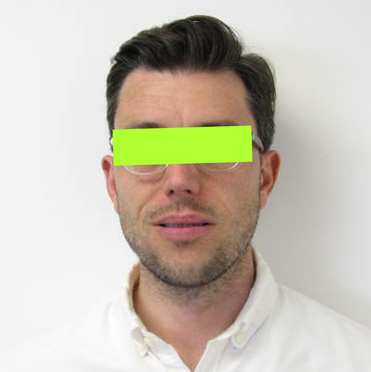
تم وضع شريط الرقابة على عينا الرجل لإخفاء هويته.

شريط الرقابة أو أشرطة الرقابة أو صناديق الرقابة (بالإنجليزية:Censor bars) هي شكل الرقابة وتسخدم في الصور والفيدوهات لإخفاء المعلومات أو الصور «الحساسة» بواسطة صناديق مستطيلة سوداء أو رمادية أو حتى بيضاء. استخدمت هذه الأشرطة لفرض رقابة على أجزاء مختلفة من الصور. 